# Phibalura
Phibalura es un género de aves paseriformes perteneciente a la familia Cotingidae, que agrupa a dos especies nativas de América del Sur. A sus miembros se les conoce por el nombre popular de cotingas y también tesoritos o anambés.

## Etimología
El nombre genérico femenino «Phibalura» se compone de las palabras del griego «phibalōs» que significa ‘esbelto’, y «oura» que significa ‘cola’.

## Distribución y hábitat
P. flavirostris habita en bordes y claros de las selvas serranas de la Mata atlántica en el centro-este de América del Sur, se distribuye por el sureste de Brasil, el este de Paraguay y la provincia de Misiones en el noreste de  Argentina. P. boliviana se encuentra apenas en el centro oeste de Bolivia. Habita en sabanas de altura y bordes de selvas y bosques en montañas y sierras.

## Características
Las dos aves de este género se caracterizan por su plumaje colorido y barrado y por sus largas colas, profundamente bifurcadas. Miden una longitud de entre 21,5 y 22 cm. Ambas especies se alimentan de frutos, principalmente de bayas de muérdago e insectos. Nidifican sobre árboles, empleando musgo en la construcción del nido. La postura se compone de uno o dos huevos y ambos padres cuidan de los pichones.

## Taxonomía
El género Phibalura ha sido tradicionalmente considerado como miembro de la familia Cotingidae, aunque algunos autores postularon que debería ser incluido en la familia Tityridae. Desde el año 2007 su clasificación era considerada Incertae sedis por el Comité de Clasificación de Sudamérica (SACC), sin embargo, sobre la base de las evidencias genético-moleculares presentadas por Berv & Prum, 2014, la Propuesta N° 726 aprobó la colocación definitiva en la familia Cotingidae, donde ya la situaban las principales clasificaciones.
El taxón Phibalura boliviana es considerado como especie plena por algunas clasificaciones, como el Congreso Ornitológico Internacional (IOC),  Aves del Mundo (HBW) y Birdlife International (BLI) y como la subespecie P. flavirostris boliviana por otras, como Clements Checklist y el SACC, que rechazó (en votación muy dividida) la Propuesta N° 494 por considerar que las diferencias morfológicas, de vocalización y de comportamiento migratorio presentadas por Hennessey (2011) eran insuficientes para elevarla de rango.
Berv & Prum (2014) produjeron una extensa filogenia para la familia Cotingidae reflejando muchas de las divisiones anteriores e incluyendo nuevas relaciones entre los taxones, donde se propone el reconocimiento de cinco subfamilias. De acuerdo a esta clasificación, Phibalura pertenece a una subfamilia Phytotominae Swainson, 1837, junto a Phytotoma, Ampelion, Zaratornis y Doliornis. El SACC aguarda propuestas para modificar la secuencia linear de los géneros y reconocer las subfamilias. El Comité Brasileño de Registros Ornitológicos (CBRO), en la Lista de las aves de Brasil - 2015 ya adopta esta clasificación.

## Lista de especies
Según las clasificaciones del IOC, y Clements Checklist/eBird (con las diferencias comentadas abajo en Taxonomía), el género agrupa a las siguientes especies con el respectivo nombre popular de acuerdo con la Sociedad Española de Ornitología (SEO):
| Imagen | Nombre científico                  | Autor          | Nombre común                  | Estado de conservación | Distribución |
| ------ | ---------------------------------- | -------------- | ----------------------------- | ---------------------- | ------------ |
|        | Phibalura flavirostris             | Vieillot, 1816 | cotinga tijereta              | LC                     |              |
|        | Phibalura (flavirostris) boliviana | Chapman, 1930  | cotinga de Apolo o palkachupa | EN                     |              |